# Gelasma perplexata
Gelasma perplexata là một loài bướm đêm trong họ Geometridae. Loài này được Louis Beethoven Prout mô tả vào năm 1933.